# René Héry
René Héry est un homme politique français né le 8 septembre 1870 à Bressuire (Deux-Sèvres) et décédé le 8 août 1941 à Bressuire

## Biographie
Avocat, il est conseiller municipal en 1896, puis maire de Bressuire en 1901. Il est sénateur des Deux-Sèvres de 1920 à 1940. Le 10 juillet 1940, il s'abstient lors du vote des pleins pouvoirs au maréchal Pétain.